# Акредитаційна комісія України
Акредитаційна комісія України (до 2012 року — Державна акредитаційна комісія, ДАК) — постійний колегіальний орган, який забезпечує додержання вимог до атестації та акредитації вищих, професійно-технічних навчальних закладів і закладів післядипломної освіти, підприємств, установ та організацій за напрямами (спеціальностями) та професіями підготовки і перепідготовки фахівців післядипломної освіти.

## Історія
Попередницею Акредитаційної комісії України (АКУ) була Державна акредитаційна комісія (ДАК) — постійний державний виконавчий орган, який забезпечував виконання державних вимог щодо ліцензування, атестації та акредитації закладів освіти за напрямами (спеціальностями) підготовки і перепідготовки фахівців, надання та зміни статусів цих закладів. Утворена відповідно до постанови Кабінету Міністрів України від 12.09.1996 на базі Міжгалузевої республіканської акредитаційної комісії, яка діяла від червня 1993 року. ДАК діяла на підставі Положення про Державну акредитаційну комісію, затвердженого Кабінетом Міністрів України 12.11.1996 (зі змінами від 27.08.1997). 

## Склад АКУ
Акредитаційну комісію очолює голова, який за посадою є Міністром освіти і науки України. До складу Акредитаційної комісії входять представники Міністерства освіти і науки України, інших центральних і місцевих органів виконавчої влади (за погодженням з їхніми керівниками), організацій роботодавців, вищих навчальних закладів незалежно від форми власності та здобувачів вищої освіти. Персональний склад Акредитаційної комісії затверджує Кабінет Міністрів України.

## Організація роботи
Засідання Акредитаційної комісії та її експертних рад проводяться в міру потреби, але не менше ніж раз на місяць протягом навчального року.
Організацію роботи Акредитаційної комісії України забезпечує Державна освітня установа «Навчально-методичний центр з питань якості освіти», що надає послуги організаційного характеру, пов'язані з проведенням ліцензування, акредитації та атестації, зокрема такі:
- прийом і реєстрація пакетів документів ліцензійних та акредитаційних справ, що надсилаються МОН України на розгляд Акредитаційної комісії;

- підготовка необхідних матеріалів для засідань експертних рад при Акредитаційній комісії, засідань Акредитаційної комісії;

- організаційне та технічне обслуговування засідань;

- підготовка та надання аналітичної інформації до МОН України, інших центральних органів виконавчої влади та органів місцевого самоврядування, відомств;

- надання публічної інформації за запитами навчальних закладів, організацій, підприємств, установ та громадян;

- виготовлення ліцензій, сертифікатів про акредитацію, свідоцтв про атестацію;

- організація та забезпечення роботи архіву Акредитаційної комісії;

- організація фінансового супроводження процесів акредитації та ліцензування тощо.